# Districtul Suwannakhuha
Suwannakhuha (în thailandeză สุวรรณคูหา) este un district (Amphoe) din provincia Nongbua Lamphu, Thailanda, cu o populație de 66.277 de locuitori și o suprafață de 646,1 km².

## Componență
Districtul este subdivizat în eight subdistricte (tambon), care sunt subdivizate în 92 de sate (muban).
| Nr. | Nume         | În thailandeză | Sate | Locuitori |  |
| --- | ------------ | -------------- | ---- | --------- |  |
| 1   | Na Si        | นาสี            | 14   | 8,269     |  |
| 2   | Ban Khok     | บ้านโคก         | 13   | 12,395    |  |
| 3   | Na Di        | นาดี            | 12   | 10,609    |  |
| 4   | Na Dan       | นาด่าน          | 11   | 8,736     |  |
| 5   | Dong Mafai   | ดงมะไฟ         | 12   | 10,272    |  |
| 6   | Suwannakhuha | สุวรรณคูหา       | 13   | 4,462     |  |
| 7   | Bun Than     | บุญทัน           | 9    | 5,841     |  |
| 8   | Kut Phueng   | กุดผึ้ง           | 8    | 5,693     |  |